# Challenger Ciudad de Guayaquil 1994
Il Challenger Ciudad de Guayaquil 1994 è stato un torneo di tennis facente parte della categoria ATP Challenger Series nell'ambito dell'ATP Challenger Series 1994. Il torneo si è giocato a Guayaquil in Ecuador dal 17 al 23 ottobre 1994 su campi in terra rossa.

## Vincitori

### Singolare
Sjeng Schalken ha battuto in finale  Christian Ruud con il punteggio di 6–1, 6–4.

### Doppio
João Cunha e Silva /  Nuno Marques hanno battuto in finale  Matt Lucena /  Richard Schmidt con il punteggio di 7–6, 6–4.